# Acanthoscurria pugnax
Acanthoscurria pugnax là một loài nhện trong họ Theraphosidae.
Loài này thuộc chi Acanthoscurria. Acanthoscurria pugnax được Jehan Vellard miêu tả năm 1924.